# Kotakari (ö i Norra Karelen)
Kotakari är en ö i Finland. Den ligger i sjön Pielisjärvi och i kommunen Lieksa i den ekonomiska regionen  Pielinen-Karelen  och landskapet Norra Karelen, i den östra delen av landet, 400 km nordost om huvudstaden Helsingfors. Öns area är 0,5 hektar och dess största längd är 180 meter i nord-sydlig riktning.